# Jucilei
Jucilei da Silva (* 6. April 1988 in São Gonçalo), bekannt als Jucilei, ist ein brasilianischer Fußballspieler. Er wird im zentralen oder defensiven Mittelfeld eingesetzt.

## Karriere
Er wechselte 2009 zu Corinthians São Paulo, nachdem er zum besten Spieler der Staatsmeisterschaft von Paraná gekürt wurde. Dort spielte er seit dem 10. Mai 2009. Am 26. Juli 2010 absolvierte er sein erstes Länderspiel für das brasilianische Nationalteam. Im Februar 2011 folgte er seinem Landsmann Roberto Carlos zu Anschi Machatschkala für eine Rekordsumme von 10 Mio. Euro. Für Machatschkala spielte er in der Premjer-Liga bis zum Jahr 2014 und wechselte zu al-Jazira Club. Dort erreichte er in seiner ersten Saison den dritten Platz und wurde in der folgenden Saison 2014/15 Vizemeister der UAE Pro League. Für die Spielzeit 2015/16 wechselte er zu Shandong Taishan F.C. in die Chinese Super League. Dort erreichte Jucilei mit seiner Mannschaft den 14. Tabellenplatz sowie bis zu seinem Wechsel in der Saison 2016/17 den sechsten Tabellenplatz bei insgesamt 43 absolvierten Ligaspielen und einem erzielten Tor. In der Winterpause der Saison 2016/17 wechselte er auf Leihbasis nach Brasilien zum FC São Paulo. Dort unterschrieb er zur Saison 2017/18 einen neuen Vertrag und wechselte vollständig zum FC São Paulo in die Série A. Im Februar 2021 wurde ein Wechsel zum in der Série D spielenden Boavista SC durchgeführt. Insgesamt wurde er in Brasilien bei 133 Ligaspielen eingesetzt und erzielte fünf Tore.

## Erfolge
Corinthians
- Copa do Brasil: 2009